# Joseph Bœuf
Pour les articles homonymes, voir Bœuf.
Joseph Henri Alexandre Bœuf, né à Bras (Var) le 26 janvier 1861 et mort à Marseille le 19 septembre 1927, est un fabricant français d'instruments de musique, luthier varois parti s’installer à Marseille. 

## Biographie
En 1905, il gagne avec son ami Alexis Mouren le premier prix pour duo au Concours de tambourin à Toulon. Il fonde en 1913 avec Alexis Mouren Leî Cigaloun tambourinaire. Joseph Bœuf et Alexis Mouren sont mentionnés comme étant les deux principaux tambourinaires et compositeurs anciens de tambourin du XXe siècle.  
Joseph Bœuf a été président du Flourège (du provençal floureja, « fleurir »), première école félibréenne, fondée en 1877 à Avignon, d’après le Florège ou « Académie des Fleurs », nom donné à la cour d’amour qui se réunissait dans un couvent d’Avignon au XIVe siècle.
Il réalise ses instruments les plus somptueux vers 1910-1920, il réduit généralement le diamètre des tambourins à 36 voire 35 cm pour une hauteur de 70 cm et a tendance à supprimer des filés tors et des baguettes de la partie visible du public de l'instrument afin de laisser place à un motif de montre très travaillé. Il subsiste tout de même le motif de bretelle qui est ornementé sommairement avec un décor floral assez simple. Il fait aussi des tambourins très simples dépourvus de décors avec seulement des baguettes droites simples alternées avec des baguettes jumelées et travaille simplement le motif de bretelle avec soit deux rameaux d’olivier ou de grossiers feuillages liés par un médaillon circulaire ou ovale simple, enfermant l'évent acoustique. Il est l'un des premiers à s’aider de machines-outils (toupies…) pour dégrossir et travailler ses planches, qu’il sculpte à plat, puis il les cintre séparément avant de les assembler.
Il inventa aussi un système auquel il donna son nom, pour les galoubets qui consistait à avoir les trois trous sur le dessus du galoubet afin d'éviter les perturbations de la condensation et ces trous étaient séparés en demi tour afin de faciliter les demi-tons selon lui. Ce système ne fit pas l'unanimité bien qu’il l'imposât dans son groupe et finit par disparaître à son décès car il ne sera repris par aucun luthier.
Deux voies publiques portent son nom : le boulevard Joseph-Bœuf à Marseille dans le 11e arrondissement, et la rue Joseph-Bœuf à Allauch dans les Bouches-du-Rhône.